# Møntunion
En møntunion (eller monetær union) er det fænomen, at nogle lande vælger at have en fælles valuta. Nogle møntunioner indgås mellem ligestillede parter, mens andre består i at et land benytter et andet lands valuta.

## Møntunioner

### Nuværende
- ØMUen med valutaen Euro
- Møntunionen mellem Schweiz og Liechtenstein med valutaen schweiziske franc
- Møntunionen i Vest- og Centralafrika med valutaen CFA-franc.
- Møntunionen i Stillehavet med valutaen CFP franc.

### Historiske
- Den Skandinaviske Møntunion
- Den Belgisk-Luxembourgske Møntunion
- Latinske møntunion
- Tyske møntunion

| Økonomi | Spire Denne artikel om økonomi er en spire som bør udbygges. Du er velkommen til at hjælpe Wikipedia ved at udvide den. |